# Garnizon Równe
Garnizon Równe – garnizon w Równem zajmowany kolejno przez instytucje i jednostki wojskowe Armii Imperium Rosyjskiego, Wojska Polskiego II RP, Armii Czerwonej, Wehrmachtu, Armii Radzieckiej i Sił Zbrojnych Ukrainy.

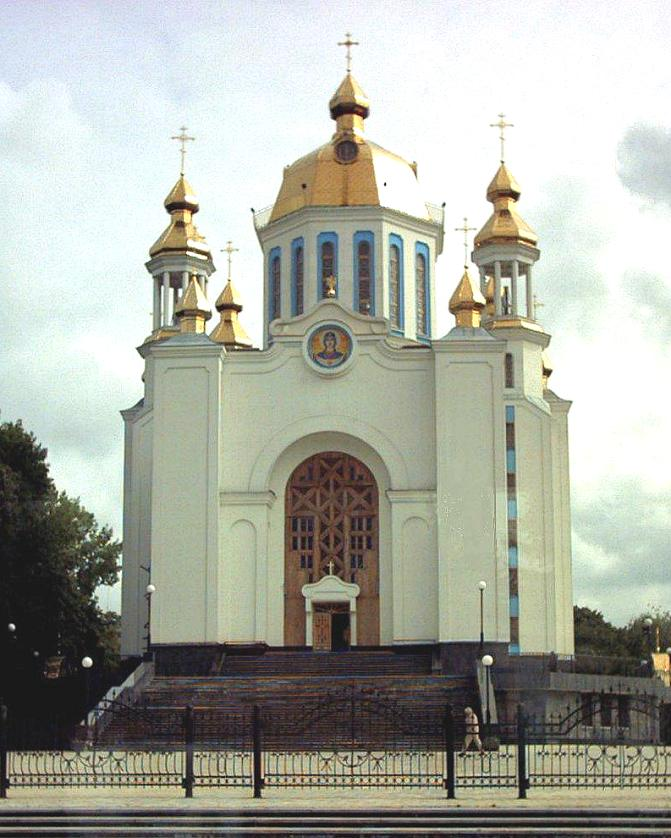
Równe obecnie

## Garnizon carski
Sztab  11 Korpusu Armijnego, a także:
- sztab 32 Dywizji Piechoty
  - 1 Brygada Piechoty (Ostróg)
    - 125 Kurski pułk piechoty

  - 2 Brygada Piechoty
    - 127 Putywlski pułk piechoty

  - 32 Brygada Artylerii
    - 1 dywizjon i 3 dywizjon (górski)
- 21 batalion saperów

## Garnizon Wojska Polskiego II RP
- Dowództwo 13 Kresowej Dywizji Piechoty przy ul. Wyspiańskiego
- 44 pułk Strzelców Legii Amerykańskiej[1]
- 45 pułk piechoty Strzelców Kresowych[2]
- Brygada Kawalerii „Równe”
- 21 pułk Ułanów Nadwiślańskich
- 13 pułk artylerii lekkiej
- pułk KOP „Równe”
- XIII batalion saperów 1921-1929
- 8 szwadron pionierów
- 13 samodzielna bateria artylerii przeciwlotniczej
- Powiatowa Komenda Uzupełnień Równe (do 1938)
- Komenda Rejonu Uzupełnień Równe (1938-1939)
- Szpital Garnizonowy w Równem
- Wojskowy Sąd Rejonowy
- parafia wojskowa obrządku rzymskokatolickiego
- komenda placu Równe
- pluton żandarmerii Równe przy ul. Wyspiańskiego, budynek Dowództwa 13 DP

Obsada personalna komendy placu w marcu 1939
- komendant placu – rtm. Adolf Rogulski
- referent mobilizacyjny i OPL – kpt. adm. (piech.) Janusz Jakubowski

## Garnizon ukraiński
- Dowództwo 13 Korpusu Armijnego